# Frequency Unknown
Frequency Unknown es el decimotercer álbum de estudio bajo el nombre de Queensrÿche. Fue lanzado por la versión de la banda creada por Geoff Tate, después de que el vocalista fuera expulsado de la banda original por sus excompañeros, y no aceptase que ellos ostentasen su nombre y concepto; el lanzamiento se llevó a cabo el 23 de abril de 2013.
Posteriormente se reveló al público el 28 de abril de 2014 que Geoff Tate perdió los derechos de la marca registrada de Queensrÿche. Después de que el acuerdo fue anunciado, Tate cambió el nombre de su versión de Queensrÿche a Operation: Mindcrime.

## Recepción
Frequency Unknown ha tenido reseñas mixtas.
Thom Jurek de Allmusic dio un veredicto mixto, aplaudiendo canciones como "Cold" por tener "un enorme riff de Locicero que recuerda a los días gloriosos de la banda", describiendo las canciones "Life Without You, "Fallen", y "The Weight of the World" como "melodías de metal progresivo bien hechas" y a "Slave" y "Running Backwards" como "roqueros asesinos (...) pero sus vocales vagamente presentes y sus fangosos sonidos de guitarra matan su impacto." Con respecto a las vocales de Tate, Jurek dice "él todavía tiene una voz de la cual podemos escuchar aquí", pero concluye que "en su totalidad, Frequency Unknown sufre de un sonido fangoso, subpar, lo cual básicamente daña al disco entero", y que "las grabaciones de temas clásicos eran totalmente innecesarios."
Trey Spencer de Sputnikmusic está en desacuerdo con Jurek, declarando: "Frequency Unknown no es pesado ni progresivo, y en realidad suena menos como un álbum de Queensryche que Dedicated to Chaos. (...) ésto es simplemente rock moderno sin rostro". Aunque Spencer describe como este álbum "estaba condenado desde el inicio" debido a toda la controversia a su alrededor, él admite: "Yo en verdad esperaba que todo el drama sería suficiente para encender una llama bajo el culo de Geoff Tate y hacerle entrar al estudio con algo que demostrar. Frequency Unknown definitivamente demuestra unas cuantas cosas, pero ninguna de ellas son positivas. Demuestra que Geoff está dispuesto a apurar un producto subpar para sus fanes, y que su separación del resto de la banda fue para mejor. Este no es un buen álbum de Queensrÿche, y es apenas pasable bajo cualquier otro nombre."

## Lista de canciones
| N.º   | Título                    | Duración |  |
| 1.    | «Cold»                    | 3:39     |  |
| 2.    | «Dare»                    | 3:38     |  |
| 3.    | «Give It to You»          | 4:35     |  |
| 4.    | «Slave»                   | 3:54     |  |
| 5.    | «In the Hands of God»     | 3:49     |  |
| 6.    | «Running Backwards»       | 3:28     |  |
| 7.    | «Life Without You»        | 4:42     |  |
| 8.    | «Everything»              | 4:28     |  |
| 9.    | «Fallen»                  | 4:18     |  |
| 10.   | «The Weight of the World» | 6:15     |  |
| 42:46 |                           |          |  |

| Pista adicional |                                                           |          |  |
| N.º             | Título                                                    | Duración |  |
| 11.             | «I Don't Believe in Love» (de Operation: Mindcrime, 1988) | 4:32     |  |
| 12.             | «Empire» (de Empire, 1990)                                | 5:24     |  |
| 13.             | «Jet City Woman» (de Empire, 1990)                        | 5:33     |  |
| 14.             | «Silent Lucidity» (de Empire, 1990)                       | 5:41     |  |

## Personal
- Geoff Tate- voz
- Kelly Gray- guitarras
- Rudy Sarzo- bajo
- Robert Sarzo- guitarras
- Randy Gane- teclados

Músicos invitados
- K.K. Downing - ex Judas Priest
- Chris Poland - ex Megadeth
- Lita Ford
- Paul Bostaph - ex Testament, Slayer, Exodus
- Brad Gillis - de Night Ranger
- Dave Meniketti - de Y&T
- Craig Locicero - de Forbidden